# Pipin af Herstal
Pipin af Herstal (fransk: Pépin) (635 eller 640 - 16. december 714) var en frankisk statsmand, der var barnebarn af Pipin den Ældre via ægteskab med Ansegisel og Begga, datter af den ældre. Han blev født i Herstal i det nuværende Belgien. Han var major domus i Austrasien fra 680 og Neustrien og Burgund fra 687 til sin død i 714. Han overtog gradvist kontrollen med den frankiske domstol.
Gennem det meste af sin karriere kæmpede han mod den neustriske major domus, Ebroin, der ønskede at kontrollere hele Frankerriget. Da Ebroin døde i 681, sluttede han fred med dennes efterfølger, Warraton. Men Warrattons efterfølger, Bertha og merovingeren kong Theodoric 3. gik i krig og blev endeligt besejret ved Tertry i 687. Pepin blev der efter de facto hersker over Austrasien. Han bevarede en stærk indflydelse på de andre frankiske riger, som han nu var major domus for. Han var den første major domus i alle rigerne og kaldte sig "hertug og prins af frankerne" (Dux et princeps Francorum). Han undertvang alemannerne, frisere og frankere og bragte dem ind i den frankiske indflydelsessfære. Han begyndte også at evangelisering af Tyskland. I 695 placerede han sin søn Drogo i det burgundiske embede og hans søn Grimoald på nesutriske. Han døde den 16. december 714 i Jupille. Hans efterkommere fortsatte med at fungere som major domus, og slægten var til sidst de legitime herskere i frankiske rige.

## Efterkommere og tilhængere
Omkring 670 blev Pipin gift med Plektrude på grund af hendes arv i form af væsentlige ejendomme i Mosel-regionen. De havde mindst to børn, der begge døde før Pipin, og gennem dem havde han mindst to betydende børnebørn. Disse legitime børnebørn var Pipins efterfølgere, og med hjælp fra hans enke Plektrude forsøgte de at fastholde deres position som major domus efter Pipins død. Pipins søn gennem en elskerinde, Alpaida (eller Chalpaida), Karl Martell, tjente støtte blandt austrasierne, primært for sin militære dygtighed og evne til at holde dem godt forsynede med byttet fra hans erobringer. Plektrude fængslede ham, men han alene blev major domus og de facto regent af Frankerriget.
Med sin kone Plektrude havde han følgende børn:
- Drogo (ca. 670-708), hertug af Champagne og nationale butler af Bourgogne
- Grimoald II (død 714), rigshovmester af Neustria

Med sin elskerinde Alpaida havde han følgende børn:
- Karl Martell (August 23 686-22. Oktober 741), hertug af frankerne
- Childebrand (død 751), hertug af Burgund